# Березовська Олена Петрівна
Оле́на Петрі́вна Березо́вська (* 3 листопада 1964, Городенка Івано-Франківської області, УРСР) — українсько-канадька лікарка-дослідниця, гінекологиня, засновниця і керівниця Міжнародної Академії Здорового Життя (International Academy of Healthy Life).

## Біографія
Олена Березовська народилася в сім'ї журналіста і письменника Петра Дмитровича Кочубейника (1925—2000) і вчительки Євдокії Лук'янівни Дядькової (1929). У 1976 році сім'я переїхала у м. Івано-Франківськ.
У 1990 році закінчила Івано-Франківський державний медичний інститут (на даний час Івано-Франківський національний медичний університет) з відзнакою.
З 1990 до 1991 року проходила інтернатуру з акушерства-гінекології в групі посиленої професійної підготовки при тому ж інституті.
В 1992 році пройшла курс навчання на базі Івано-Франківського онкологічного диспансера з онкогінекології.
В 1991—1996 роках — акушерка-гінекологиня, завідувачка відділенням профілактики хворіб Івано-Франківської міської поліклініки № 2.
Наприкінці 1996 р. разом із сім’єю переїхала в Канаду.
З 2002 року працює в Mount Sinai Hospital (Торонто, Канада), де займається науково-дослідницькою роботою при відділенні захворювань матері і плоду та клінічних досліджень відділення акушерства і гінекології. Бере участь в організації семінарів, конференцій та навчання іноземних лікарів. Також організовувала і брала участь у численних семінарах і конференціях на тему здоров'я в США та Канаді.
У 2007—2008 роках членкиня Research Ethic Board, що контролює всі науково-дослідницькі проєкти в Mount Sinai Hospital.
В 2006—2007 роках брала участь у створенні та реалізації провінційного проєкту Fetal Alert Network (FAN Project, з 2009 р. у складі BORN-Ontario) з виявлення вад розвитку плоду на базі хірургічного відділення провінційної дитячої лікарні (Sick Kids Hospital, Торонто).
В 2008—2011 роках медична редакторка журналу здоров’я «Sanatate» (Молдова), переможниця конкурсу "Жінка-лікар" [Архівовано 2 квітня 2015 у Wayback Machine.]
В 2004—2012 роках — провідна консультантка медичної мережі Likar.Info.
Має додаткову сертифікацію в гінекологічній онкології, жіночій сексології, репродуктивній медицині, доказовій медицині, альтернативній медицині, нутриціології. Має понад 200 сертифікатів акредитованих курсів з медицини провідних медичних шкіл Північної Америки, Канади та Європи.
Популярність здобула завдяки своїй просвітницькій роботі, спрямованій на розвінчання міфів про жіноче здоров'я та вагітність.
Авторка кількох книг про жіноче здоров’я та вагітність. Книги Олени Березовської написані професійною (медичною) мовою, завдяки чому вони є гарним помічником для лікарів акушерів-гінекологів, але разом з тим вони легко читаються і зрозумілі пацієнткам. Крім медичної тематики, є ще інші книги («Ангел», «День сріблястого дощу»).
Статті Березовської опубліковані в низці журналів і газет України, РФ та інших країн.
В 2015 році була гостею передачі «Школа Доктора Комаровського» (Київ, Україна).
З 2015 року керівниц, Міжнародної Академії Здорового Життя/ International Academy of Healthy Life (Торонто, Канада).
Одружена. Має доньку Юлію (н. 1989) і сина Олександра (н. 1991), у 2016 році стала бабусею, онук Лео (н. 12.12.2016) — син доньки Юлії.

### Книги
- Березовская Е.П. Подготовка к беременности. , 200 стр. Канада-Украина, 2011. (ISBN 978-0-9867786-0-5)
- Березовская Е.П. Настольное пособие для беременных женщин. , 400 стр. Канада-Украина, 2010. (ISBN 978-0-9867786-1-2)
- Березовская Е. П., 9 месяцев счастья. Настольное пособие для беременных женщин. 596 стр. ЭКСМО. Москва, 2015. (ISBN 978-5-699-80102-2)
- Березовская Е. П. «Тысячиии... вопросов и ответов по гинекологии», 360 стр. — вид. «Прес-експрес» (Львів, Україна), ISBN 966-8360-08-7

- Березовская Е. П. «Гормонотерапия в акушерстве и гинекологии: иллюзии и реальность (Прогестерновая нация)», 600 стр. — вид. «Клініком» (Харків, Україна), ,2014

- Березовсьска О. П. «Энциклопедия беременности»

- Березовська О. П. «Підготовка до вагітности», 200 стр. — июль 2011, август 2012, (Канада-Україна), ISBN 978-0-9867786-0-5

- Березовская Е. П. «Настільний посібник для вагітніх жінок», 400 стр. — декабрь 2010, (Канада — РФ — Україна), ISBN 978-0-9867786-1-2

- Березовская Е. П. «Интернет: мифы и реальность заработка» — 2000

### Статті
- Berger H., Chadha V., Slevin J., Pennell C., Berezovska O., Seaward G., Windrim R., Ryan G. Pitfalls in the diagnosis of twin-to-twin transfusion syndrome (TTTS). AJOG. — December 2004. — V. 191, I. 6. — Р. 143. http://www.ajog.org/article/S0002-9378(04)01564-9/abstract
- Ryan G., Windrim R., Alkazaleh F., Pennell C., Beresovska O., Kelly E. N., Seaward P.G.R. Severe twin-twin transfusion syndrome (TTTS) — Is there a role for laser beyond the conventional gestational age guidelines? 16th World Congress on Ultrasound in Obstetrics and Gynecology (London, 3—7 September). — 2006. — V. 28, I. 4. — РР. 381—382. http://onlinelibrary.wiley.com/doi/10.1002/uog.2940/full [Архівовано 7 березня 2016 у Wayback Machine.]
- Barrea C., Hornberger L., Alkazaleh F., McCrindle B., Roberts R., Berezovska O., Windrim R., Seaward G., Smallhorn J, Ryan G. Impact of selective laser ablation of placental anastomoses on the cardiovascular pathology of the recipient twin in severe twin-twin transfusion syndrome. AJOG. — November 2006. — V. 195, I. 5. — РР. 1388-1395. http://www.sciencedirect.com/science/article/pii/S000293780600367X
- Keunen J, Berger H, Berezovska O, Seaward G, Windrim R, Kingdom J, Ryan G. Placental discordance before selective laser ablation as a predictor of perinatal outcome and birth weight discordance in twin-twin transfusion syndrome (TTTS). 17th World Congress on Ultrasound in Obstetrics and Gynecology (Florence Italy, 7 11 September). — 2007. — V. 30, I. 4. — РР. 489-490. http://onlinelibrary.wiley.com/doi/10.1002/uog.4505/full [Архівовано 16 березня 2016 у Wayback Machine.]
- Березовская Е. П. От простого к сложному, и наоборот. - Вестник Российской Академии ДНК-генеалогии. Научно- публицистическое издание Российской Академии ДНК-генеалогии — январь 2009. — Том. 2, № 1. — стр. 104 114. https://web.archive.org/web/20150930232216/http://aklyosov.home.comcast.net/~aklyosov/2_1_2009.pdf
- Березовская Е. П. Некоторые понятия генетики и их связь с ДНК-генеалогией. — Вестник Российской Академии ДНК-генеалогии. Научно-публицистическое издание Российской Академии ДНК-генеалогии. — март 2009. — Том 2, № 3. стр. 482 491. https://web.archive.org/web/20150930232217/http://aklyosov.home.comcast.net/~aklyosov/2_3_2009.pdf
- Березовская Е. П. Дисплазии шейки матки: лечить или не лечить? — Здоровье Украины № 4 (7) — сентябрь 2007 http://www.health-ua.org/archives/woman/86.html [Архівовано 5 лютого 2015 у Wayback Machine.]